# Janine Habeck
Janine Carmen Habeck (Berlín, 3 de junio de 1983) es una modelo alemana. Su padre es alemán y su madre italiana.
Janine fue Playmate del mes (PMOM) en febrero de 2004 y Playmate del Año en 2005 (2004 para la notación alemana de Playboy) para la edición alemana de la revista Playboy. Fue más tarde PMOM en septiembre de 2006 para la versión estadounidense de la misma revista.
En noviembre de 2005, Habeck fue premiada con el título Miss Centerfold por los lectores de la edición alemana de Playboy, celebrando el número 400 de la revista.